# بانغرا (فرقة)
بانغرا (بالأحرف اللاتينية Banghra) فرقة موسيقية أسبانية مؤلفة من الثلاثي Javi Mota (خافي موتا)، Lidia Guevara (ليديا غيفارا) وVictoria Gómez (فيكتوريا غوميز). تأسست الفرقة عام 2007 وموسيقاها مبنية بشكل أساسي على موسيقى الشرق (العربي)، وموسيقى البانغرا البنجابية (ومن هنا تسمية الفرقة) والموسيقى الهندية بشكل عام بالإضافة إلى الموسيقى الإسبانية، وفرقة بانغرا تغني معظم أغانيها بالإنجليزية والإسبانية.
بعد إصدار الألبوم الأول بعنوان La Danza del Vientre مع أغنيتين سينغل شهيرتين My Own Way وPromised Land، انفصلت فيكتوريا غوميز لتنحصر الفرقة على الثنائي موتا وغيفارا، حيث أصدرا ألبوما جديدا أقل نجاحا بعنوان ! A Bailar... ومن الألبوم السينغل Una especie en extinción وUnidos. وبعد هذه الإسطوانة انفرط شمل الفريق عام 2008 ليهتم كل من أعضاء الفرقة كمغني منفرد (سولو).

## الألبومات
- 2007: La Danza del Vientre
- 2008: ! ...A Bailar

## السينغلز
- 2007: My Own Way
- 2007: Promised Land
- 2008: Una especie en extinción
- 2008: Unidos

## روابط خارجية
- بانغرا على موقع ميوزك برينز (الإنجليزية)
- بانغرا على موقع ديسكوغز (الإنجليزية)